# جيانباتيستا بارونتشيلي
جيانباتيستا بارونتشيلي (بالإيطالية: Gianbattista Baronchelli)‏ مواليد 6 سبتمبر 1953 في إيطاليا، هو دراج إيطالي سابق في صنف سباق الدراجات على الطريق.

## سجل النتائج

### سباقات أو مراحل فاز بها
- طواف إسبانيا
- طواف إيطاليا

## روابط خارجية
- جيانباتيستا بارونتشيلي على موقع أرشيف الدراجات (الإنجليزية)
- جيانباتيستا بارونتشيلي على موقع إحصائيات الدراجات الإحترافية (الإنجليزية)